# Milu Oșlobeanu
Milu Oșlobeanu (21 decembrie 1921, Pașcani, Județul Iași – 15 iunie 2003, București) a fost un agronom, viticultor și profesor universitar român, considerat una dintre cele mai importante personalități ale viticulturii românești din a doua jumătate a secolului XX. Membru titular al Academiei de Științe Agricole și Silvice (ASAS), a contribuit la dezvoltarea stațiunii Murfatlar, la crearea soiurilor Șarba, Codana, Columna, Mamaia, Cristina și Băbească gri, și a publicat peste 100 de lucrări, incluzând „Zonarea soiurilor de viță de vie în România” (1991), distinsă cu Premiul OIV. A fost profesor la Institutul Agronomic „Nicolae Bălcescu” și Universitatea Ecologică București, formând generații de horticultori.

## Biografie

### Copilărie și educație
Milu Oșlobeanu s-a născut la 21 decembrie 1921 în Pașcani, Județul Iași, într-o familie modestă, tatăl său fiind agent sanitar la CFR. A urmat școala primară în Pașcani (1929–1934) și un an la gimnaziul CFR din localitate (1933–1934). Din motive financiare, a fost înscris la Liceul Militar „Gheorghe Macarovici” din Iași (1934–1940), unde a dobândit disciplină și rigurozitate. A continuat pregătirea la Școala Militară de Ofițeri Activi de Artilerie Antiaeriană (1942–1944), dar cariera militară i-a fost întreruptă în 1946, după cel de-al Doilea Război Mondial.
În 1946, s-a înscris la Facultatea de Agronomie din Cluj, urmând doi ani de studii (1946–1948). După reforma învățământului din 1948, s-a transferat la Facultatea de Horticultură a Institutului Agronomic „Nicolae Bălcescu” din București, absolvind în 1950 ca inginer horticultor.

### Carieră profesională
În 1950, Milu Oșlobeanu a fost numit asistent stagiar la Stațiunea Experimentală Viticolă Odobești, devenind asistent (1952) și cercetător în ampelografie și ameliorare. În 1953, a fost transferat ca coordonator tehnic la Stațiunea de Cercetări Viticole Murfatlar, unde a activat timp de 17 ani (1953–1971), transformând-o într-un centru de referință al viticulturii românești. În paralel, a predat horticultura la Institutul Pedagogic Constanța (1962).
Între 1971–1972, a condus Centrala Viei și Vinului București, organizând sectorul vitivinicol. În 1972, a fost numit profesor la Institutul Agronomic „Nicolae Bălcescu”, predând „Viticultură generală” până în 1987 și ocupând funcția de prorector (1971–1972). După pensionare (1987), a reluat activitatea didactică la Universitatea Ecologică București (1992–1999), predând viticultură și ecologie, și a fost secretar științific (1996–1998) și secretar tehnic al senatului universității.
După 1990, a contribuit onorific la cercetări la Murfatlar (1992–1996) și a coordonat studii la Centrul Viticol Însurăței-Brăila. A fost secretar al Secției de Horticultură a ASAS și a coordonat lucrarea „Horticultura de-a lungul timpului” (2003).

### Familie
Nu există informații disponibile despre familia lui Milu Oșlobeanu.

## Activitate științifică
Milu Oșlobeanu a fost un pionier al viticulturii românești, cu contribuții în cercetare, management și educație. A publicat peste 100 de lucrări, abordând:
- Cultivarul viticol: A creat soiurile Șarba, Codana, Băbească gri, Columna, Mamaia și Cristina, și a contribuit la zonarea viticulturii prin „Zonarea soiurilor de viță de vie în România” (1991). A recomandat soiuri pentru vinuri roșii (Merlot, Fetească neagră) și struguri de masă (Cardinal, Muscat de Adda).
- Biologia viței de vie: A dezvoltat conceptul ecosistemului viticol, analizând entropia și factorii climatici („Contribuții la abordarea viticulturii ca ecosistem”, 1978).
- Agrotehnica viticolă: A stabilit metode pentru ciupit, cârnit, arături și prașile, publicând „Metode agrotehnice diferențiate pentru sporirea producției și a calității strugurilor de masă în Dobrogea” (1966).
- Ameliorarea viței de vie: A obținut clone valoroase (Pinot gris 13 Mf, Chardonnay 25 Mf) și a aplicat selecția clonală și hibridarea intraspecifică.
- Multiplicarea materialului săditor: A elaborat un sistem național de producere a materialului certificat („Contribuții la elaborarea sistemului de producere a materialului săditor viticol certificat”, 1988).

A coordonat refacerea patrimoniului viticol postbelic, extinderea plantațiilor la 320.000 ha (1971) și modernizarea viticulturii prin forme de conducere înaltă și semi-înaltă. A participat la elaborarea Legii Viei și Vinului (1971, 1994) și la avizarea vinurilor DOC și DOCC.

## Lucrări
Milu Oșlobeanu a publicat lucrări fundamentale pentru viticultura românească, dintre care:
- Raionarea viticulturii (1958, cu Gh. Constantinescu), Editura Academiei RPR.
- Îndrumătorul viticol (1963, cu Gh. Constantinescu, V. Lăzărescu), Editura Agrosilvică.
- Strugurii de masă (1974, cu T. Martin, Gr. Gorodea, Doina Martin), Editura Ceres.
- Viticultură generală și specială (1980), Editura Didactică și Pedagogică.
- Zonarea soiurilor de viță de vie în România (1991, cu M. Macici și alții), Editura Ceres.
- Mica enciclopedie de viticultură (1994, cu I. Alexandrescu și alții), Editura Bucovina.

A colaborat cu Gherasim Constantinescu, Teodor Martin, Ion Alexandrescu și alți cercetători.

## Premii și recunoaștere
- Premiul Academiei Române pentru „Ampelografia RSR” (1966).
- Premiul Academiei Române pentru „Mica enciclopedie de viticultură” (1994).
- Premiul OIV pentru „Zonarea soiurilor de viță de vie în România” (1992).
- Membru corespondent (1970) și titular (1991) al ASAS.

## Recunoaștere internațională
Milu Oșlobeanu a reprezentat viticultura românească la simpozioane și congrese:
- SUA (San Francisco, 1993, Adunarea Generală OIV).
- Grecia (Heraklion, Simpozion OIV).
- Portugalia (Alentejo, Simpozion de Viticultură).
- Franța (Congres OIV, 1968).

## Contribuții suplimentare

### Proiecte educaționale
A predat la Institutul Pedagogic Constanța (1962), Institutul Agronomic „Nicolae Bălcescu” (1972–1987) și Universitatea Ecologică București (1992–1999), elaborând cursuri precum „Viticultură generală” (1979). A coordonat 18 doctorate în horticultură.

### Cercetare și mentorat
A format echipe la Odobești, Murfatlar și București, colaborând cu Gherasim Constantinescu, Ion Romanescu și alți specialiști. A contribuit la omologarea clonelor și soiurilor noi.

### Infrastructură viticolă
A dezvoltat Stațiunea Murfatlar și Ferma Viticolă Băneasa, coordonând programe de raionare și modernizare a viticulturii.